# امیل جرجوعی
امیل جرجوعی (عربی: إميل موسى باسل جرجوعي؛ درگذشته: ۲۴ نوامبر ۲۰۰۷) یک مسیحی فلسطینی بود.

## فعالیت‌ها و مناصب
امیل جرجوعی عضو شورای قانونگذاری فلسطینی و کمیته اجرایی سازمان آزادیبخش فلسطین بود.
همچنین او کمیته تحقیق وزارت فلسطینی در کرانه یافا را بعهده داشت.
در سال ۲۰۰۶ او کاندیدای جنبش فتح بود که یکی از کرسی‌های مسیحیان در قدس به وی داده شده بود.
او مسایل مسیحیان در دولت خود گردان را مورد بررسی قرار می‌داد که تحت مسئولیت جنبش فتح بود. او ریاست کمیته‌ایی را برعهده داشت که پاپ یوحنا دوم در سال ۲۰۰۰ از وی استقبال کرد.
همچنین او مالک هتل عید المیلاد در قدس شرقی بود.

## درگذشت
جرجوعی در ۲۴ نوامبر ۲۰۰۷ در منزلش در بیت لحم به علت سکته مغزی در سن ۷۲ سالگی درگذشت.